# ساکیو کوماتسو
ساکیو کوماتسو (انگلیسی: Sakyo Komatsu; ۲۸ ژانویهٔ ۱۹۳۱ – ۲۶ ژوئیهٔ ۲۰۱۱) نویسنده، فیلم‌نامه‌نویس، رمان‌نویس، مانگاکا، روزنامه‌نگار، و نویسنده علمی-تخیلی اهل ژاپن بود.